# Virgen de la granada (Botticelli)

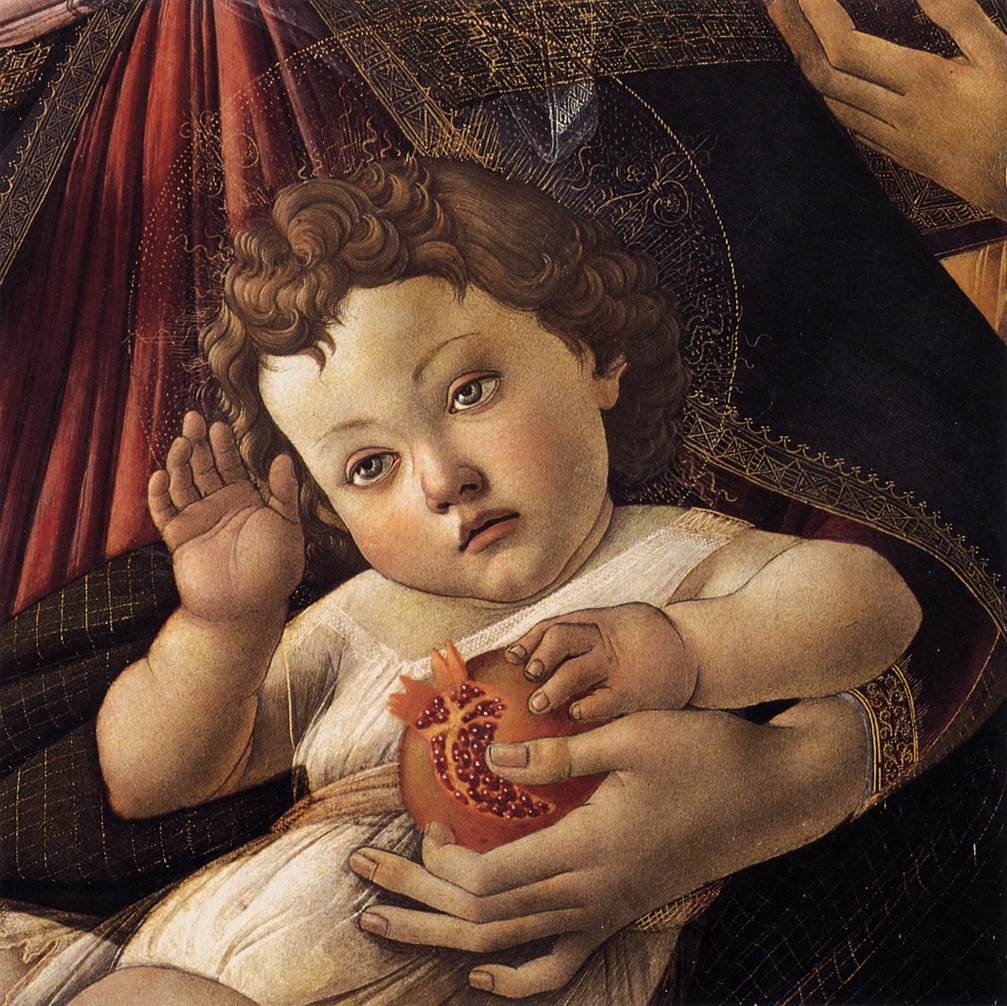
Detalle

La Virgen de la granada (en italiano, Madonna della melagrana o Madonna con il Bambino e sei angeli, esto es, Virgen con el Niño y seis ángeles) es un cuadro realizado por el pintor renacentista italiano Sandro Botticelli. Es un cuadro realizado al temple sobre tabla. Es un tondo que mide 143,5 cm. de diámetro. Se pintó en 1487, como encargo de una prestigiosa institución, los Magistrados de Cámara, para el Palacio Viejo. Actualmente se conserva en la Galería de los Uffizi de Florencia (Italia).[cita requerida]
Están presentes los atributos típicos de la Virgen: las rosas y los lirios. Aquí, el Niño y la madre sostienen una granada abierta, símbolo de plenitud espiritual; también simboliza la fecundidad y de la abundancia y, en la iconografía cristiana, suele hacer referencia a la Pasión de Jesucristo, con la profusión de semillas significando la plenitud del sufrimiento de Cristo. Una comparación entre esta pintura y el precedente tondo, la Virgen del Magnificat revela que el artista ha colocado a los ángeles ahora simétricamente, evitando por lo tanto las dificultades de composición de la representación más antigua. Igualmente, los ángeles presentan actitudes variadas y expresiones distintas. Las fisonomías son escultóricas.
El Niño Jesús, cuya mano se alza bendiciendo, permanece seguro en los brazos de María, pero la expresión triste y melancólica de las caras de su madre y del niño se pretende que recuerden al observador los tormentos que Jesucristo sufrirá en el futuro. El rostro de María es muy parecido al de la Venus del Nacimiento de Venus. Los ángeles están venerando a María con lirios y guirnaldas de rosas. Hay que recordar que el rosario es un tipo de oración católica que se creó precisamente tal como se conoce actualmente en el siglo XV y que se difundió rápidamente. El comienzo de esta oración está bordado en la estola del ángel de la izquierda: AVE MARIA GRAZIA PLENA ("Ave María, llena eres de gracia").
Es un cuadro de pequeño formato. A pesar de ello, logra que el espacio adquiera gran relieve, extendiéndose en el círculo de ángeles.
El marco original aún se conserva, apareciendo en él lirios dorados sobre un fondo de color azul celeste.
En esta Madonna, como en las demás de la larga serie que pintó Botticelli, puede verse un modelo de Virgen seria, meditabunda, abstraída en su propia belleza y actuando siempre con gran seriedad. Las Madonas de Botticelli reflejan una relación más intelectual que afectuosa entre Madre e Hijo, a diferencia de lo que ocurre con las Vírgenes pintadas por Rafael Sanzio, que suelen mirar a su hijo y colaborar en sus juegos con una cierta sonrisa.